# Raimund Berengar V. (Provence)

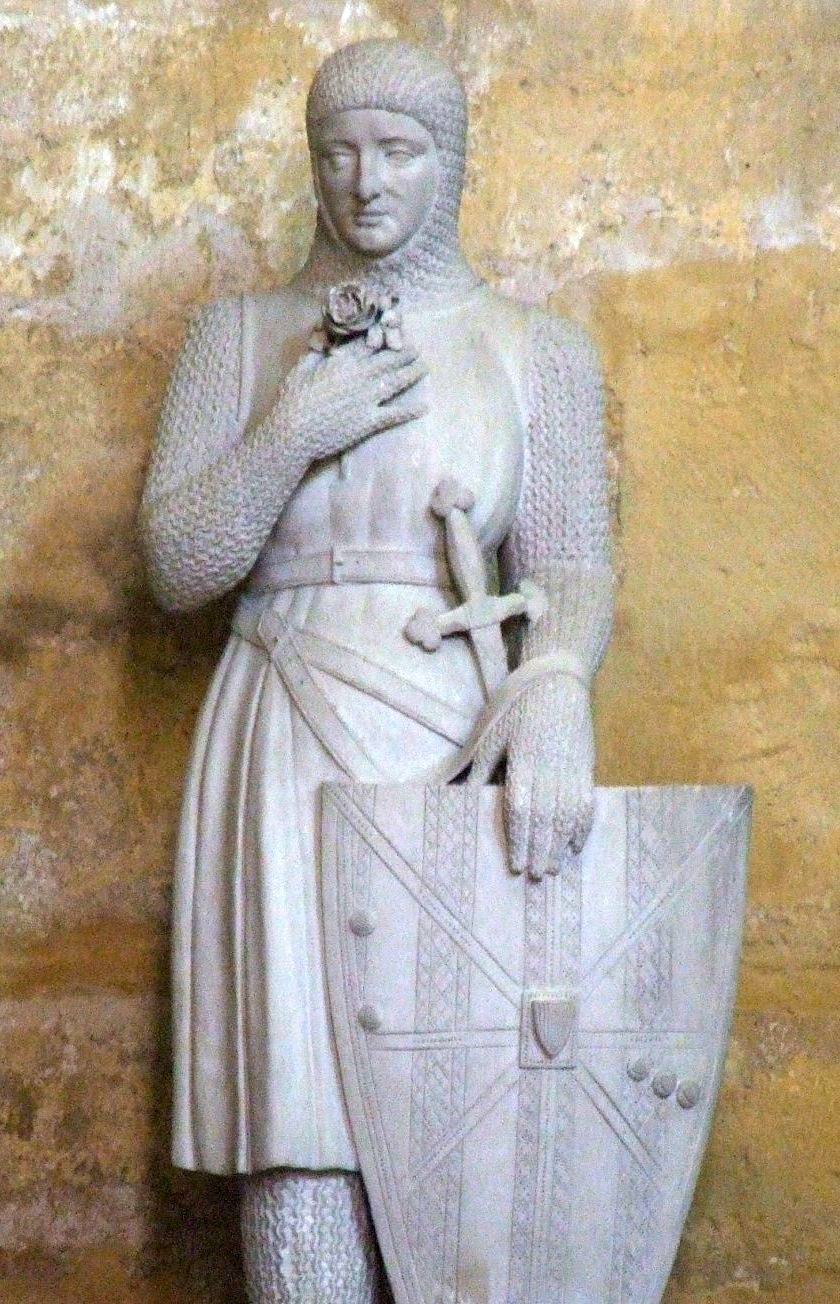
Statue von Raimund Berenger V. von Provence in der Kirche Saint-Jean-de-Malte in Aix-en-Provence

Raimund Berengar V. von der Provence (* 1205 in Aix-en-Provence; † 19. August 1245 ebenda) war ein Graf von der Provence und Forcalquier. Er war ein Sohn des Grafen Alfons II. von der Provence und der Garsinde (Gersende, Garsenda) von Sabran, Gräfin von Forcalquier. Sein Großvater war König Alfons II. von Aragon.
Nach dem Tod seines Vaters im Jahre 1209 wurde Raimund Berengar am aragonesischen Hof in Monzón erzogen, während für ihn zunächst sein Großonkel, Graf Sancho von Roussillon die Regentschaft in der Provence führte. 1219 konnte er selbst die Regierung übernehmen. In seiner Absicht, die Herrschaft in der Provence zu zentralisieren, führte er eine gegen die Städte gerichtete Politik. Dabei machte er sich den Albigenserkreuzzug des französischen Königs Ludwig VIII. zunutze, der 1226 Avignon eroberte und der Stadt anschließend ihrer Privilegien entzog. Raimund Berengar schaffte ebenfalls die Konsulate in Arles und Tarascon ab, mit Marseille lag er lange im Krieg. Außenpolitisch lehnte er sich zunächst an seinen Lehnsherren, Kaiser Friedrich II. an, um diesen als Verbündeten gegen den Grafen von Toulouse zu gewinnen. Den Kaiser unterstützte er im Kampf gegen die lombardischen Städte, aber nach dem Scheitern vor Brescia 1239 wechselte er auf die Seite des Papstes, wofür er vom Kaiser mit der Reichsacht belegt wurde. Dies trieb Raimund Berengar an die Seite Frankreichs, durch die Ehen seiner Töchter begann die zunehmende Entfremdung des Reichslehns Provence vom heiligen römischen Reich.
Raimund Berengar wurde nach seinem Tod in der Kirche Saint-Jean-de-Malte in Aix-en-Provence bestattet.

## Nachkommen
Am 5. Juni 1219 heiratete er Beatrix von Savoyen († 1265) eine Tochter des Grafen Thomas I. von Savoyen. Das Paar hatte vier überlebende Töchter. Die zwei ältesten wurden mit bereits regierenden Königen verheiratet, während die Ehemänner der zwei jüngeren später zu königlichen Würden gelangten. Die jüngste Tochter wurde von Raimund Berengar als Erbin seiner Ländereien eingesetzt.
- Raimund (früh gestorben)
- Margarete von der Provence (1221–1295) heiratete mit Ludwig IX. dem Heiligen den König von Frankreich und hatte mit diesem elf Kinder, darunter den nachmaligen König von Frankreich Philipp III. sowie Robert von Clermont, den Begründer der Bourbonendynastie.

- Eleonore von der Provence (1223–1291) heiratete mit Heinrich III. Plantagenet den König von England und hatte mit diesem neun Kinder, darunter den nachmaligen König von England Edward the Longshanks.

- Sancha von der Provence (1225–1261) heiratete mit Richard von Cornwall den nachmaligen römisch-deutschen König, hatte mit diesem drei Söhne und wurde so zur Stammmutter des Hauses Cornwallis.

- Beatrix von der Provence (1231–1267) heiratete mit Karl von Anjou ihren Schwager und König von Neapel und Sizilien und hatte mit diesem sieben Kinder, darunter den nachmaligen König von Neapel und Sizilien Karl II. von Anjou, die nachmalige lateinische Kaiserin Beatrix und die nachmalige Königin von Ungarn Isabella.